# Гигантский усач
Гигантский усач (лат. Catlocarpio siamensis) — вид крупных растительноядных рыб монопитического рода Catlocarpio из семейства карповых.
Распространён в реках Маклонг, Меконг и Чаупхрая в Индокитае.
Как правило обитает на значительной глубине у берегов крупных рек, но в зависимости от сезона может встречаться в каналах, разливах рек и озёр. Мальки обычно держатся в небольших притоках и заводях, могут приспособиться к обитанию в прудах, каналах и болотах. Рыба обычно живёт в паре.
В течение года рыбы мигрируют в благоприятные места для развития и размножения. Это спокойные рыбы, питающиеся водорослями, фитопланктоном, плодами растений.
Усач гигантский является одной из крупнейших пресноводных рыб. Отмечены экземпляры весом около 45 кг, длиной 1,5 м. Есть данные, что рыба может достигать длины 3 м и веса 300 кг.